# 萩三郎
萩 三郎（はぎ さぶろう、1895年（明治28年）10月22日 - 1964年（昭和39年）9月5日）は、日本の陸軍軍人。最終階級は陸軍中将。

## 経歴
石川県出身。陸軍中央幼年学校予科、中央幼年学校本科を経て、1917年（大正6年）5月、陸軍士官学校（29期）を卒業。同年12月、歩兵少尉に任官し歩兵第35連隊付となる。1925年（大正14年）11月、陸軍大学校（37期）を卒業した。
1926年（大正15年）8月、歩兵大尉に進み歩兵第35連隊中隊長に就任。同年12月、陸軍省軍務局付勤務となり、軍務局課員を経て、1929年（昭和4年）3月、陸軍兵器本廠付に発令され、同年4月から1932年（昭和7年）3月まで、陸軍派遣学生として東京帝国大学法学部政治学科で聴講した。1932年3月、軍務局課員となり、同年8月、歩兵少佐に昇進。同年11月、歩兵第6連隊大隊長に就任し、第19師団参謀、教育総監部課員、人事局課員を務め、1936年（昭和11年）8月、歩兵中佐に進む。1937年（昭和12年）11月、関東軍参謀に就任し、1938年（昭和13年）7月、歩兵大佐に昇進した。
1939年（昭和14年）5月、第5軍参謀に就任。1940年（昭和15年）9月、東部軍参謀に発令され帰国。1942年（昭和17年）3月、第26師団参謀長に発令され蒙古に赴任し、同年8月、陸軍少将に昇進。1943年（昭和18年）9月、第4軍参謀長に就任し満州に赴任。1944年（昭和19年）12月、第5方面軍参謀長に発令され帰国。1945年（昭和20年）4月、陸軍中将に進み、北海道防備に従事して終戦を迎えた。同年12月、予備役に編入。1946年（昭和21年）6月、北部復員連絡局長に就任した。
1947年（昭和22年）11月28日、公職追放仮指定を受けた。